# Ballon d'or 1991
Navigation
Édition précédente Édition suivante
Le ballon d'or 1991 est un prix donné au meilleur joueur européen de football de l'année 1991. Il est attribué pour la première fois au Français Jean-Pierre Papin qui évolue à l'Olympique de Marseille et l'attaquant devient ainsi le troisième joueur de l'Hexagone à recevoir le Ballon d'or après Raymond Kopa et Michel Platini.
Vingt-neuf votants, chacun de nationalités différentes, expriment leur choix et Jean-Pierre Papin est l'unique nommé à recevoir des points de chacun d'eux. Le joueur est largement plébiscité puisqu'il récolte vingt-six fois les 5 points du premier choix, les trois autres premiers choix étant attribués deux fois à Dejan Savićević et une fois à Gary Lineker.
L'Olympique de Marseille devient le premier club français à avoir un joueur de son effectif primé et à ce jour.

## Classement
| Rang | Nom                    | Sélection nationale  | Club                                 | Points |
| ---- | ---------------------- | -------------------- | ------------------------------------ | ------ |
| 1    | Jean-Pierre Papin      | France               | Olympique de Marseille               | 141    |
| 2    | Dejan Savićević        | Yougoslavie          | Étoile rouge de Belgrade             | 42     |
| -    | Darko Pančev           | Yougoslavie          | Étoile rouge de Belgrade             | 42     |
| -    | Lothar Matthäus        | Allemagne            | Inter de Milan                       | 42     |
| 5    | Robert Prosinecki      | Yougoslavie          | Étoile rouge de Belgrade             | 34     |
| 6    | Gary Lineker           | Angleterre           | Tottenham                            | 33     |
| 7    | Gianluca Vialli        | Italie               | Sampdoria de Gênes                   | 18     |
| 8    | Miodrag Belodedici     | Roumanie             | Étoile rouge de Belgrade             | 15     |
| 9    | Mark Hughes            | Pays de Galles       | Manchester United                    | 12     |
| 10   | Chris Waddle           | Angleterre           | Olympique de Marseille               | 11     |
| 11   | Michael Laudrup        | Danemark             | FC Barcelone                         | 7      |
| 12   | Rudi Völler            | Allemagne            | AS Rome                              | 5      |
| 13   | Aitor Begiristain      | Espagne              | FC Barcelone                         | 3      |
| -    | Bruno Martini          | France               | AJ Auxerre                           | 3      |
| -    | Paul McGrath           | République d'Irlande | Aston Villa                          | 3      |
| -    | Dean Saunders          | Pays de Galles       | Derby County / Liverpool             | 3      |
| -    | Hristo Stoichkov       | Bulgarie             | FC Barcelone                         | 3      |
| -    | Stéphane Chapuisat     | Suisse               | Borussia Dortmund                    | 3      |
| 19   | Roberto Mancini        | Italie               | Sampdoria de Gênes                   | 2      |
| -    | Marco van Basten       | Pays-Bas             | AC Milan                             | 2      |
| 21   | Laurent Blanc          | France               | Montpellier / SSC Napoli             | 1      |
| -    | Guido Buchwald         | Allemagne            | VfB Stuttgart                        | 1      |
| -    | Thomas Doll            | Allemagne            | Hambourg SV / Lazio de Rome          | 1      |
| -    | Stefan Effenberg       | Allemagne            | Bayern de Munich                     | 1      |
| -    | Ruud Gullit            | Pays-Bas             | AC Milan                             | 1      |
| -    | Gheorghe Hagi          | Roumanie             | Real de Madrid                       | 1      |
| -    | Guy Hellers            | Luxembourg           | Standard de Liège                    | 1      |
| -    | Alexei Mikhailitchenko | Union soviétique     | Sampdoria de Gênes / Glasgow Rangers | 1      |
| -    | Gianluca Pagliuca      | Italie               | Sampdoria de Gênes                   | 1      |
| -    | Gary Pallister         | Angleterre           | Manchester United                    | 1      |
| -    | Dimitris Saravakos     | Grèce                | Panathinaikos                        | 1      |